# ABRACADABRA (BUCK-TICKのアルバム)
『ABRACADABRA』（アブラカダブラ）は、日本のロックバンド、BUCK-TICKの22枚目のオリジナルアルバム。2020年9月21日にLingua Sounda/JVCケンウッド・ビクターエンタテインメントより発売。

## 概要
前作より約2年6か月ぶりとなるアルバム。リリース日はBUCK-TICKがデビューして33周年の日である。
アルバムタイトルは、本作に収録の「ユリイカ」で櫻井が綴った歌詞の中から、今井が決めたという。
アルバム曲自体は2019年の秋から制作されていたが、2020年になって2019年コロナウイルス感染症の流行による緊急事態宣言により、レコーディング作業が一時中断していた。
シングル「獣たちの夜」「堕天使」「MOONLIGHT ESCAPE」「凍える」を含む全14曲を収録。この内「MOONLIGHT ESCAPE」以外はアルバムバージョンでの収録であり、「獣たちの夜」「堕天使」は、シングル版ではマニピュレーターの横山和俊によるバンドサウンドがメインのアレンジであったが、本作にはYOW-ROWによるデジタルサウンドを全面に押し出したアレンジがされたという。アルバムバージョンの表記でアレンジを担当した人物の名が記載されている理由については、形容詞を入れるとイメージが限定されてしまうほか、今井は「何々ミックスみたいなのを考えるのも正直めんどくさいし」と述べている。
「完全生産限定盤」「通常盤」「完全限定アナログ盤」「完全生産限定カセットテープ」「ハイレゾ配信」「ダウンロード/ストリーミングサービス」の全6タイプで展開。この内、完全生産限定盤に付属するBlu-ray及びDVDには「獣たちの夜 - YOW-ROW ver.」「MOONLIGHT ESCAPE」「凍える」のミュージックビデオを収録。
また、アナログ盤が制作されたのは、2015年発売の『惡の華 -Completeworks-』以来約5年ぶりとなる。さらに、本作がアナログ盤とカセットテープでも発売されることから、ファンの要望を受け急遽、それぞれの専用プレーヤーの発売も決定した。

## 記録
オリコン週間アルバムチャート(2020年10月5日付)では、初週で20,494枚を売り上げ、3位を獲得。前作『No.0』に続いてトップ3入りを果たした。
また、合算チャートでは21,722ポイントを獲得し、5位にランクインした。

## 収録曲
1. PEACE
13曲目の「ユリイカ」を解体、再構築して作られたインストゥルメンタル[10]。
2. ケセラセラ エレジー
VRアニメ『PEACH BOOTY G』(愛知・名古屋テレビ塔内「スピードXR」)主題歌[14]。
3. URAHARA-JUKU
タイトルは原宿のこと。作詞した櫻井は「（原宿は）子どもたちにはポップで煌びやかな場所ですけども、ああいったところに盲目的に憧れるのは危なっかしい。ニュースで少女拉致監禁事件が報じられる中、自分としても衝動的に怒りを感じたところから出てきました。少女が、いろいろなものを……身すらも売ったりしていて、“だけど気を付けなよ”というストーリーを描こう、と。自分の身は自分で守れ、という意味もあります」とインタビューで解説している[10]。
4. SOPHIA DREAM
5. 月の砂漠
6. Villain
A、Bメロは今井、サビは櫻井がボーカルをそれぞれ担当。
インターネット上における誹謗中傷を題材にした曲。作詞者の一人である櫻井は「人間の闇ですね。普段は笑顔でいる人が、ネットでは自分が鬼の首を取ったようなつもりで、匿名で誹謗中傷を繰り返している、とか。だけど“そんなおまえのことを知ってるぞ!”っていう」とインタビューで解説している[10]。
7. 凍える Crystal CUBE ver.
40thシングルのカップリング。
テレビ東京「水ドラ25『闇芝居(生)』」エンディングテーマ[15]。
8. 舞夢マイム
櫻井は曲を初めて聴いた印象として「昭和歌謡だな」と感じ、作詞するにあたって「新宿から出て来たような曲、そういう世界にしたかった曲です」と述べている[10]。
9. ダンス天国
櫻井はアバンギャルドな曲調を感じ取って、昭和の世界を意識して作詞した。歌詞は三島由紀夫の小説『仮面の告白』をモチーフとされており、現代で言うLGBT観を表現している[10]。
10. 獣たちの夜 YOW-ROW ver.
38thシングル。
11. 堕天使 YOW-ROW ver.
39thシングル。
12. MOONLIGHT ESCAPE
40thシングル。
13. ユリイカ
9月9日より先行配信された[16]。
歌詞に本アルバムのタイトル「ABRACADABRA」が登場する。サビの英語詩などは今井が先に作詞し、「ABRACADABRA」の歌詞は櫻井による[8]。
アップテンポな曲であり、今井によれば、緊急事態宣言によるレコーディング中断で気分が落ちている中で、自分を鼓舞するためにそういう流れの曲になったという[8]。
また今井は、本曲をアルバムのラストナンバーにして最初の曲「PEACE」と繋げる案を横山と考えていたが、櫻井と樋口豊の意見により却下となった[10]。
14. 忘却
元々はラストナンバーでなかったが、前述のとおり櫻井と樋口がラストナンバーに本曲を推薦したため変更となった。なお、今井自身も本心では本曲をラストナンバーとしたかったとインタビューで吐露している[10]。

## 収録内容
| 全編曲: BUCK-TICK。 |                              |                  |           |       |
| #                   | タイトル                     | 作詞             | 作曲      | 時間  |
| 1.                  | 「PEACE」                    | -                | 今井寿    | 2:47  |
| 2.                  | 「ケセラセラ エレジー」      | 今井寿           | 今井寿    | 4:49  |
| 3.                  | 「URAHARA-JUKU」             | 櫻井敦司         | 今井寿    | 5:06  |
| 4.                  | 「SOPHIA DREAM」             | 今井寿           | 今井寿    | 3:27  |
| 5.                  | 「月の砂漠」                 | 櫻井敦司         | 星野英彦  | 4:01  |
| 6.                  | 「Villain」                  | 櫻井敦司、今井寿 | 今井寿    | 4:56  |
| 7.                  | 「凍える Crystal CUBE ver.」 | 櫻井敦司         | 星野英彦  | 5:13  |
| 8.                  | 「舞夢マイム」               | 櫻井敦司         | 今井寿    | 3:52  |
| 9.                  | 「ダンス天国」               | 櫻井敦司         | 星野英彦  | 3:48  |
| 10.                 | 「獣たちの夜 YOW-ROW ver.」  | 櫻井敦司         | 今井寿    | 4:06  |
| 11.                 | 「堕天使 YOW-ROW ver.」      | 櫻井敦司         | 今井寿    | 3:31  |
| 12.                 | 「MOONLIGHT ESCAPE」         | 櫻井敦司         | 今井寿    | 4:11  |
| 13.                 | 「ユリイカ」                 | 櫻井敦司、今井寿 | 今井寿    | 3:43  |
| 14.                 | 「忘却」                     | 櫻井敦司         | 今井寿    | 4:43  |
| 合計時間:           | 合計時間:                    | 合計時間:        | 合計時間: | 58:13 |

| #         | タイトル                                   | 作詞  | 作曲・編曲 | 時間 |
| --------- | ------------------------------------------ | ----- | ---------- | ---- |
| 1.        | 「獣たちの夜 (YOW-ROW ver.)」(MUSIC VIDEO) |       |            | 4:11 |
| 2.        | 「MOONLIGHT ESCAPE」(MUSIC VIDEO)          |       |            | 4:11 |
| 3.        | 「凍える」(MUSIC VIDEO)                    |       |            | 4:34 |
| 合計時間: | 合計時間:                                  | 12:56 |            |      |

| #         | タイトル                                   | 作詞  | 作曲・編曲 | 時間 |
| --------- | ------------------------------------------ | ----- | ---------- | ---- |
| 1.        | 「獣たちの夜 (YOW-ROW ver.)」(MUSIC VIDEO) |       |            | 4:11 |
| 2.        | 「MOONLIGHT ESCAPE」(MUSIC VIDEO)          |       |            | 4:11 |
| 3.        | 「凍える」(MUSIC VIDEO)                    |       |            | 4:34 |
| 合計時間: | 合計時間:                                  | 12:56 |            |      |